# Владлен Татарски
Владлен Татарски (рус. Владлен Татарский, укр. Владлен Татарський; Макејевка, Украјинска ССР, СССР, 25. април 1982 — Санкт Петербург, 2. април 2023), право име Максим Јурјевич Фомин (рус. Макси́м Ю́рьевич Фоми́н; укр. Максим Юрійович Фомін), такође познат под ратним надимком Професор (рус. Профессор), руски ратни извештач и блогер. Био је учесник рата у Донбасу на страни снага Доњецке Народне Републике (ДНР), у батаљону „Восток“ и дописник из руско-украјинског рата.
Погинуо је у експлозији у бару у Санкт Петербургу.

## Биографија
Рођен 25. априла 1982. године у граду Макејевка, Доњецка област, у рударској породици (његови отац и деда су били рудари). Имао је татарске корене. Мајка - Равил Ибрахимова.
Од 2011. године налазио се у затвору због пљачке банке. Након бекства из затвора, од 2014. почео је да учествује у рату у Донбасу на страни самопроглашене ДНР, узимајући позивни знак „Професор“. Име Владлен је алузија и на Лењина (Владимир Ленин) и на први роман руског сатиричара Виктора Пељевина из 1999. Генерација „П“. Потом је поново ухапшен због недостатка законских основа за ослобађање, али га је помиловао шеф ДНР Александар Захарченко. Након тога, Максим Фомин је служио под командом Игора Безлера, теренског команданта „Народне милиције Донбаса“ у Горловки. Затим је прешао у пук Витиаз у самопроглашеној ЛНР, где је служио до краја 2014. У априлу 2015. ступио је у батаљон Восток, где је служио годину дана. Од 2017. године служио је у батаљонској обавештајној служби 4. бригаде Народне милиције ЛНР.
Године 2019. повукао се из војне службе у ДНР и преселио се у Москву.
2021. године постао је држављанин Русије.